# Alf Guldberg
Alf Victor Emanuel Guldberg, född den 17 mars 1866 i Kristiania (nuvarande Oslo), död den 15 februari 1936 i Vestre Aker, var en norsk matematiker. Han var son till Axel Sophus Guldberg och måg till Nicolai Christian Dalhoff.
Guldberg blev 1903 lärare i matematik och mekanik vid krigsskolan, 1913 professor i matematik vid universitetet i Kristiania. Guldberg undersökte huvudsakligen differensekvationer, i vilkas teori han även utgav en lärobok, Theorie der linearen Differenzengleichungen (1911, tillsammans med George Wallenberg).